# Dialog
Dialog kommer från grekiskan och betyder 'genom samtal'. Jämför monolog.

## Etymologi
Från tidigt 1200-tal, från fornfranska dialoge litterärt arbete bestående av ett samtal mellan två eller flera personer, från latinska dialogus, från grekiska dialogos konversation, dialogue, relaterat till dialogesthai samtala från, dia-, tvärs, genom, (se dia-) + legein tala (se lektion (n.)). Innebörden breddas till ett samtal på 1300-talet. En felaktig uppfattning att det bara kan betyda samtal mellan två personer kommer från en sammanblandning av prefixen διά-, dia- och δι-, di-. Ett ord för samtal mellan två personer är hybrid duologue (1864).

## Exempel
Medan litterära dialoger är föremål för litteraturvetenskapliga undersökningar, undersöks vardagsdialoger av språkvetare, bland annat av sociolingvister.
Det har konstaterats att vardagsdialoger avlöper enligt vissa mönster där öppningsfas, huvudfas och avslutningsfas kan urskiljas. Under samtalets gång uppvisar deltagarna vissa beteenden som mer eller mindre noga följer inövade normer för att säkerställa dialogens/samtalets smidiga förlopp. Dit hör rollbyte mellan lyssnare och talare, verbala och icke-verbala lyssnarsignaler, pauser, avbrott mm. Reglerna för dialoger är också kulturellt determinerade och även antalet deltagare påverkar dialogens form och utveckling. En mer allvarlig dialog är Svensk kod för bolagsstyrning tänkt att skapa förutsättningar för. Under styrelsemöten rekommenderar den generellt inte mer än sju deltagare, för att en dialog ska vara möjlig och för att grunderna för bästa möjliga beslut och diskussion ska föreligga. Deltagarantal över det resulterar som regel i att en grupp i gruppen tar över och flera deltagare sitter tysta och lyssnar. Som jämförelse så sker vid oreglerade vanliga samtal som utökas till tre eller flera deltagare som regel uppkomsten av ett mönster där en tar på sig en ledarroll och även använder det största talutrymmet. Undersökningar visar att inte ens vid vanliga samtal mellan två personer så fördelar deltagarna per ömsesidig automatik lika på talutrymmet. Vanligast är fördelningen 70 % respektive 30 %. "Jag-svaga", skygga eller ledsna personer använder förmodligen av egen vilja cirka 10 %, av det tillgängliga utrymmet. En ökning från fem till 7 deltagare i samtalsgruppen mer än fördubblar antalet relationer, och möjligheten till språklig interaktion och dialog minskar drastiskt.
I litteraturen återgivna dialoger med så kallat direkt tal får texterna att verka mera livliga och verklighetsnära. Detta grepp gör det också enklare att belysa olika frågor från olika håll genom att tilldela protagonisterna bestämda åsikter och därmed roller i texten. Den fiktive talarens uttryckssätt i dialogerna bidrar dessutom till dennes karaktärisering.